# Paul Constant Billot
Paul Constant Billot (Rambervillers, 12 marzo 1796 – 19 aprile 1863) è stato un botanico francese.

## Biografia
Studiò all'Università di Strasburgo, lasciando successivamente la scuola a causa di malattia. Dal 1830 lavorò come funzionario pubblico (direttore di ponts et chaussées), conseguendo la sua laurea pochi anni dopo. Dal 1834 al 1861 insegnò lezioni di fisica e storia naturale a Haguenau.
Con il botanico Friedrich Wilhelm Schultz (1804-1876), fu co-autore di Archives de la flore de France et d'Allemagne. Annotations a la flore de France et d'allemagne (1855) di Billiot furono pubblicate insieme a Flora galliae et germaniae exsiccata, una serie che dopo la sua morte nel 1863 fu continuata da altri scienziati sotto il titolo di "Billotia".